# Dragon Ball Z
Dragon Ball Z (ドラゴンボールZ?, Doragon Bōru Zetto), talvolta abbreviato in DBZ e trasmesso da Mediaset come What's My Destiny Dragon Ball, è una serie televisiva anime prodotta da Toei Animation, per la regia di Daisuke Nishio, e tratta dal manga Dragon Ball di Akira Toriyama, riprendendone i volumi dal 17 al 42. Costituisce il sequel della serie televisiva Dragon Ball. È stato trasmesso in Giappone su Fuji TV dal 26 aprile 1989 al 31 gennaio 1996, per un totale di 291 episodi.
Dragon Ball Z narra le avventure di Son Goku, ormai divenuto adulto, il quale si è sposato con Chichi e da cui ha avuto due figli, Son Gohan e, successivamente, Son Goten. Con il proseguire della serie e delle avventure, aumentano sia gli avversari sia la loro potenza, e le battaglie che ne derivano causano un allontanamento sempre maggiore da quella che era la base della storia in Dragon Ball, ovvero la ricerca delle sfere del drago. Si privilegiano così la crescita dei personaggi e il susseguirsi degli scontri. La serie copre un arco narrativo di 22 anni, partendo dall'attacco di Radish e concludendosi con la partenza di Goku allo scopo di allenare Ub in occasione del 28º Torneo Tenkaichi.
Grazie all'enorme successo della serie, sono stati prodotti 15 film cinematografici, due OAV, due speciali televisivi, un ONA, diversi videogiochi e un gioco di carte collezionabili chiamato Dragon Ball Z Collectible Card Game. 
Vincitore nel 2006 del Best Anime Video Awards, nello stesso anno un sondaggio decretò Dragon Ball Z come la serie TV più memorabile di sempre. Goku è stato indicato nella classifica Oricon come il miglior eroe di tutti gli anime. Nel maggio 2010, in un sondaggio di Cool Japan che chiedeva quale anime fosse meglio far conoscere al mondo secondo la cultura giapponese, le serie animate di Dragon Ball si sono piazzate nelle posizioni più alte.
Dal 5 aprile 2009 è andata in onda su Fuji TV Dragon Ball Kai, una nuova versione dell'anime rimasterizzata in alta definizione e privata di molte parti non presenti nel manga.
Dragon Ball Z ha avuto un sequel dal titolo Dragon Ball GT, trasmesso in Giappone a partire dal 1996 e non tratto da alcun manga. Nel 2015 viene annunciato un midquel dal titolo Dragon Ball Super, supervisionato da Akira Toriyama, che viene mandato in onda in Giappone a partire da luglio 2015 e rielabora, nella parte iniziale della serie, gli eventi narrati nei lungometraggi La battaglia degli dei e La resurrezione di 'F'.

## Trama
Cinque anni dopo la fine di Dragon Ball, Son Goku, ormai ventenne, è padre di Son Gohan, un bimbo di quattro anni. 
Un giorno, un essere sconosciuto di nome Radish arriva sulla Terra con una navicella spaziale e rintraccia Goku per rivelargli la sua vera natura, dicendogli di essere il suo fratello maggiore e che entrambi sono membri di una razza aliena ormai quasi estinta, i Saiyan, i quali lo avevano inviato sulla Terra da bambino a conquistare il pianeta per loro, sterminarne gli abitanti e poi venderlo al miglior offerente sul mercato. Poco dopo il suo arrivo tuttavia aveva subito un trauma cranico, perdendo la memoria ed anche la sua natura di Saiyan assetato di sangue. Goku rifiuta di schierarsi con Radish per continuare la sanguinaria missione: per ripicca, questi rapisce Gohan.

Scena dell'episodio 288, intitolato Festa a casa di Bulma, in cui si vede Goku insieme ai suoi amici e parenti. Da sinistra: Muten, Yamcha, Trunks, Chichi, Gohan, Goten, Tenshinhan e Crilin. Di spalle: Mr. Satan, C-18 e Piccolo.

Goku decide allora di collaborare con Piccolo per sconfiggere Radish e salvare suo figlio, sacrificando la propria vita per permettere al namecciano di colpire in pieno il nemico con il suo Makankosappo. In punto di morte, Radish rivela a Piccolo che due suoi compagni Saiyan, molto più forti di lui, sarebbero arrivati sulla Terra fra un anno per vendicarlo. Mentre Gohan inizia ad allenarsi per la battaglia sotto la guida di Piccolo, nell'aldilà Goku si allena sotto Re Kaio del Nord dopo aver attraversato la lunghissima Via del serpente, fino a quando non viene resuscitato dalle sfere del drago un anno dopo per salvare la Terra dai compagni di Radish, ovvero Nappa e il principe dei Saiyan Vegeta. Durante la battaglia, Piccolo viene ucciso insieme agli amici di Goku Yamcha, Tenshinhan e Jiaozi; dato che un tempo Piccolo e Dio erano un unico essere, la morte del primo comporta anche quella del secondo e quindi anche delle sfere del drago, create da Dio. Goku arriva sul campo di battaglia troppo tardi, ma vendica i suoi amici caduti sconfiggendo facilmente Nappa con il suo nuovo livello di potenza, che sorprende i due Saiyan. Vegeta decide di combattere con Goku e, dopo un lungo scontro, quest'ultimo riesce a sconfiggere anche il principe dei Saiyan con una Kamehameha kaioken x 4, ma Vegeta riesce a creare una nuova Luna, distrutta precedentemente da Piccolo, e a trasformarsi nella forma Oozaru, ovvero la Grande Scimmia. Con l'aiuto di Gohan, Jairoibei e del suo migliore amico Crilin, Goku riesce a sconfiggerlo definitivamente. Su richiesta di Goku, Crilin risparmia la vita di Vegeta, ormai allo stremo delle forze, e gli permette di fuggire dalla Terra con la sua navicella.
Durante la battaglia, però, Crilin sente Vegeta menzionare le sfere del drago del pianeta natale di Piccolo, Namecc (ナメック星?, Namekku-sei). Mentre Goku si riprende dalle sue ferite in ospedale, Gohan, Crilin e Bulma partono per Namecc al fine di utilizzare queste sfere del drago per resuscitare i loro amici e impedire a Vegeta di realizzare i suoi scopi malvagi. Tuttavia scoprono che il superiore di Vegeta, il tiranno galattico Freezer, è già lì alla ricerca delle sfere del drago per ottenere la vita eterna. Anche Vegeta, completamente guarito, arriva su Namecc per cercare le sfere del drago per conto suo, il che conduce a diverse battaglie tra lui e gli scagnozzi di Freezer. Rendendosi conto di essere sopraffatto, Vegeta si allea con Gohan e Crilin per combattere la Squadra Ginew, una banda che comprende i 5 mercenari più forti della galassia convocati da Freezer. I tre vengono facilmente sopraffatti, ma vengono salvati da Goku, che durante il suo viaggio spaziale per raggiungere gli amici si era allenato duramente anche a gravità superiori a quella terrestre, raggiungendo un enorme livello di forza. Goku elimina con facilità impressionante tutti i membri della Squadra Ginew, tranne il capitano e un altro. Successivamente, per un breve periodo di tempo il capitano Ginew prende il controllo del corpo di Goku grazie alla sua abilità dello scambio di corpi. Dopo un breve scontro, Vegeta sconfigge l'ultimo membro della Squadra rimasto e il Capitano Ginew diventa una rana, dopo aver fallito nello scambiare il corpo con Vegeta. Ormai stremato e ferito, Goku viene messo in una capsula di rigenerazione, mentre Gohan, Piccolo, Crilin e Vegeta combattono Freezer, che si evolve nella sua forma finale. Successivamente Goku affronta Freezer, e quando il tiranno uccide il suo migliore amico Crilin si trasforma per la prima volta nel leggendario Super Saiyan (超サイヤ人?, Sūpā Saiya-jin) e, dopo un'epica battaglia su un pianeta ormai sul punto di esplodere per mano di Freezer, lo sconfigge.
Al suo ritorno sulla Terra un anno dopo, Goku incontra un viaggiatore del tempo di nome Trunks, il futuro figlio di Bulma e Vegeta, che nel frattempo aveva appena ucciso Freezer, venuto sulla Terra in cerca di vendetta, e suo padre Re Cold. Trunks avverte Goku riguardo a un gruppo di androidi (人造人間?, Jinzōningen), creato dallo scienziato del Red Ribbon, il dottor Gero, che apparirà tre anni più tardi in cerca di vendetta contro di lui per aver distrutto l'esercito del Red Ribbon quando era bambino. Trunks avverte Goku riguardo ad una malattia cardiaca che lo ucciderà e gli dà una cura. Tre anni dopo, nel luogo indicato da Trunks compaiono due androidi, C-19 e C-20. C-20 che si scoprirà essere il dottor Gelo, che si è auto-trasformato in cyborg. Anche se questi due androidi vengono facilmente sconfitti, Trunks avverte che non sono loro gli androidi che conosce nel futuro. Il dottor Gero, nel mentre, fugge e torna nel suo laboratorio, dove attiva i cyborg C-17 e C-18. Questi però sono "difettosi" e non obbediscono al loro padrone uccidendolo. Attivano allora un altro cyborg, C-16, un tipo silenzioso e amante della natura. I guerrieri Z scoprono, in un breve scontro con i cyborg, il divario di potere che c'è tra loro e i cyborg. Dopo lo scontro, Piccolo decide finalmente di riunirsi a Dio, creando un Super namecciano. Durante questo periodo, una forma di vita malefica chiamata Cell emerge. Egli si potenzia assorbendo l'energia vitale degli altri attraverso la coda. Nel mentre, Goku è guarito dalla malattia che si era manifestata durante lo scontro con C-20, e ha capito che bisogna superare il livello del Super Saiyan per sconfiggere Cell e gli androidi. Decide così di allenarsi con Gohan, Trunks e Vegeta nella stanza dello Spirito e del Tempo. Una stanza che si trova al palazzo di Dio, nella quale un giorno equivale ad un anno sulla Terra. Durante l'allenamento dei Saiyan, Piccolo sfida C-17 e sembra in vantaggio, ma arriva Cell che assorbe C-17 e si trasforma diventando molto più forte sia dei cyborg 16 e 18 sia di Piccolo. Cell viene trattenuto da Tenshinhan, che mette in pericolo la sua vita, permettendo così a C-18 e C-16 di fuggire e nascondersi. Nel mentre, Vegeta e Trunks escono dalla Stanza molto più forti. Vegeta sfida Cell, la cui potenza è molto inferiore a quella del Principe. Ma Vegeta, volendo combattere con Cell alla massima potenza, gli lascia assorbire C-18 per raggiungere la sua "forma perfetta". Cell in forma perfetta è imbattibile e sconfigge sia Vegeta sia Trunks ma non li uccide. Infatti, organizza il proprio torneo di arti marziali per decidere il destino della Terra. Durante il torneo, Gohan si trasforma in Super Saiyan di secondo livello dopo aver visto i suoi amici soffrire e la morte di C-16. Cell, colpito da Gohan, vomita C-18 ritornando allo stadio precedente e, in preda alla rabbia, decide di farsi esplodere. Goku spreca la sua vita inutilmente cercando di salvare tutti con il teletrasportando Cell con sé sul Pianeta di Re Kaio. Ma Cell si rigenera grazie al nucleo nella sua testa, torna sulla Terra, uccide Trunks e decide di sconfiggere Gohan e far esplodere la Terra con una potentissima Kamehameha. Gohan con una Kamehameha ad una mano ed aiutato dal padre, sconfigge Cell e torna la pace.
Sette anni dopo, Goku è stato resuscitato per un giorno per permettergli di partecipare alla nuova edizione del Torneo Tenkaichi, nel corso del quale si trova trascinato in una lotta assieme ai suoi amici contro un essere magico chiamato Majin Bu, che nel corso della saga darà vita a nuove forme di sé come Fat Bu, Evil Bu, Super Bu, Super Bu (Gotenks assorbito), Super Bu (Gohan assorbito), Super Bu (Piccolo assorbito) e Kid Bu. Dopo numerose battaglie in cui vediamo nuove trasformazioni, come la forma Majin del Super Saiyan II e il Super Saiyan III, e, grazie alla tecnica della fusione, la nascita di nuovi personaggi come Gotenks e Vegeth, Goku (la cui vita viene ripristinata in modo permanente grazie al sacrificio di Kaioshin il Sommo) distrugge Kid Bu con una Genkidama che contiene l'energia di tutta la Terra. Goku, pochi istanti prima di annientarlo, si augura che Majin Bu rinasca come una persona buona. Dieci anni dopo, durante un altro Torneo Tenkaichi, incontra proprio la sua reincarnazione umana, il ragazzino Ub. Lasciando il match tra di loro incompiuto, Goku parte con lui per educarlo a diventare il nuovo protettore della Terra.

## Produzione
La regia generale è di Daisuke Nishio; Takao Koyama si è occupato della sceneggiatura compositiva della serie, mentre Minoru Maeda è stato a capo delle animazioni e character designer degli episodi 1-199, per poi essere sostituito da Katsuyoshi Nakatsuru (nei character design). Yuji Ikeda e Ken Toshige si sono occupati dei fondali, mentre Shunsuke Kikuchi ha curato l'intera colonna sonora.
Lo staff della serie ideò diversi possibili titoli da dare al nuovo anime, quali Dragon Ball: la grande avventura di Gohan (ドラゴンボール 悟飯の大冒険?, Doragon Bōru: Gohan no Daibōken), Shin Dragon Ball (新ドラゴンボール?, Shin Doragon Bōru, Nuovo Dragon Ball), Dragon Ball 2 (ドラゴンボール２?, Doragon Bōru tsu), Dragon Ball: Wonder Boy (ドラゴンボール ワンダーボーイ?, Doragon Bōru: Wandā bōi) e Dragon Ball 90 (ドラゴンボール９０?, Doragon Bōru kyūjū). In seguito, venne chiesto direttamente ad Akira Toriyama quale fosse, secondo lui, il titolo più opportuno: Toriyama propose di usare lo stesso titolo ma con una "Z" alla fine (in quanto ultima lettera dell'alfabeto), da qui il nome Dragon Ball Z.
Vi sono alcune differenze tra anime e manga che riguardano l'aggiunta nella serie animata di scene o episodi "filler", ovvero sequenze "riempitive" rispetto alla storia principale. Questo diede il tempo all'autore di continuare il fumetto, all'epoca ancora in corso d'opera. Ne sono un esempio l'arco di Garlic Jr. e quello del torneo dell'aldilà, del tutto assenti nel manga.

## Distribuzione

### Edizione giapponese
La serie Dragon Ball Z è composta da 291 episodi. La storia si suddivide convenzionalmente in quattro archi narrativi, in base ai nemici che Goku deve affrontare e sconfiggere per la salvezza della Terra e dell'universo:
- Saga dei Saiyan
- Saga di Freezer
- Saga di Cell
- Saga di Majin Bu

Tra l'arco di Freezer e quello di Cell vi è un arco minore non presente nel manga, l'arco di Garlic Jr., che si riallaccia alle vicende raccontate nel film Dragon Ball Z: La vendetta divina; anche tra l'arco di Cell e quello di Majin Bu c'è un piccolo intermezzo non presente nel manga, l'arco del torneo dell'aldilà, che si riallaccia agli eventi narrati nel film Dragon Ball Z: Il diabolico guerriero degli inferi.

#### Colonna sonora
Le musiche di sottofondo sono state scritte da Shunsuke Kikuchi, noto compositore di sottofondi musicali per anime. Kikuchi compose circa 80 tracce appositamente per la serie animata, nella quale furono utilizzate però anche musiche provenienti dai 13 film di Dragon Ball Z (composte dallo stesso Kikuchi) e alcune che erano state originariamente create per la prima serie dell'anime. La maggior parte delle tracce audio in questione è stata raccolta in diversi album, successivamente distribuiti commercialmente.
Nell'episodio 184 La goccia che fa traboccare il vaso, quando Gohan si trasforma in Super Saiyan 2, in sottofondo si sente la canzone Unmei No Hi ~ Tamashii Tai Tamashii (lett. "Il giorno del destino - Anima contro anima"), che tuttavia venne rimossa nell'edizione italiana di Mediaset lasciando la scena in silenzio con i pensieri aggiunti di Gohan. Una cosa simile è avvenuta anche nelle puntate 20 e 139.
Sigle di apertura
- Cha-La Head-Cha-La cantata da Hironobu Kageyama (ep. 1-199)
- We Gotta Power cantata da Hironobu Kageyama (ep. 200-291)

Sigle di chiusura
- Dete Koi Tobikiri ZENKAI Power! cantata da MANNA (ep. 1-199)
- Boku-tachi wa Tenshi datta cantata da Hironobu Kageyama (ep. 200-291)

### Edizione italiana
La serie arrivò in Italia grazie a Mediaset che ne annunciò la trasmissione su Italia 1 nel giugno 1998 col titolo originale, salvo poi rinviarla a data da destinarsi trasmettendo al suo posto I Pronipoti. Il rinvio sarebbe riconducibile al fatto che la De Agostini si era assicurata l'esclusiva per la distribuzione in Italia della serie, che ne bloccò la trasmissione in TV. La serie arrivò comunque nella tarda estate del 1998, distribuita da De Agostini al ritmo di due VHS al mese contenenti ognuna due episodi. La collana VHS, intitolata Dragon Ball Z Collection, manteneva titolo e sigle originali ma presentava lo stesso doppiaggio che sarebbe stato trasmesso successivamente in TV. Ogni VHS, almeno all'inizio, presentava la scritta "mai visto in TV".
Scaduta l'esclusiva della De Agostini, la serie fu trasmessa su Italia 1 nella cosiddetta fascia oraria del lunch time con il titolo What's My Destiny Dragon Ball dal 26 aprile 2000 al 4 aprile 2001.
Inizialmente fu trasmessa con la cadenza di una puntata e mezzo al giorno dal lunedì al sabato, poi di una al giorno ad eccezione di sabato e domenica, e infine tutti i giorni tranne il sabato, con due puntate la domenica a partire dal 23 luglio (una delle quali includeva la prima trasformazione di Goku in Super Saiyan). Il primo blocco di 107 episodi fu portato a termine il 4 agosto 2000, dopodiché la serie andò in pausa per due settimane, sostituita dalle repliche delle prime puntate della prima serie. La trasmissione riprese il 21 agosto 2000, inizialmente con due episodi al giorno tutti i giorni fino all'inizio di settembre e successivamente, durante la trasmissione dell'arco degli androidi e di Cell, con una puntata al giorno dal lunedì al sabato e due la domenica. Infine, dall'autunno inoltrato, la trasmissione si stabilizzò con un episodio al giorno dal lunedì al venerdì fino al termine (tranne per alcune festività).
Durante la trasmissione nel 2000, in particolare nell'arco di Freezer (tra la primavera e il periodo estivo), la serie ebbe un grande successo in termini di auditel, divenendo in poco tempo l'anime di punta dell'emittente. La Rai pensò quindi di sfruttarne il successo trasmettendo su Rai 2 i film doppiati da Dynamic Italia, fino a quel momento distribuiti soltanto in VHS. Sempre nel periodo 2000-2001, Star Comics approfittò della crescente fama della serie per stampare nuove edizioni del manga.

#### Doppiaggio
Dragon Ball Z è stato doppiato presso lo studio Merak Film a Milano. Il doppiaggio è stato diretto da Maurizio Torresan, in arte Paolo Torrisi (che prestava anche la voce a Goku adulto) con dialoghiste Tullia Piredda e Manuela Scaglione.

#### Censure
Come per la versione italiana della prima serie, anche in Dragon Ball Z sono presenti censure e modifiche.
A livello audio, alcuni dialoghi sono stati edulcorati o del tutto modificati, inserendo talvolta anche delle battute aggiuntive (ad esempio, quando i personaggi sono inquadrati da dietro o stanno scrutando il nemico, sono state aggiunte voci fuori campo o pensieri). A livello video, invece, la serie ha subito censure solamente per le repliche trasmesse su Italia 1 in fascia protetta, in alcuni casi saltando interi episodi in quanto bloccati dal MOIGE. Inoltre furono rimosse le anticipazioni, ripristinate in giapponese sottotitolato solo per le edizioni DVD.

### Edizione statunitense
Negli Stati Uniti la serie arrivò grazie a Funimation e fu trasmessa su Cartoon Network dal 31 agosto 1998 al 7 aprile 2003. 
Anche la versione americana non è arrivata integralmente: infatti, sebbene siano stati mantenuti i nomi originali dei personaggi (eccetto "Mr. Satan", rinominato "Hercule" per eliminare qualsiasi riferimento a satana) e delle tecniche, l'adattamento risulta molto edulcorato rispetto all'originale. Ad esempio, nell'episodio 13, Goku cade negli inferi ma il termine "hell" fu omesso per essere rimpiazzato da un altro nome; inoltre i primi 67 episodi hanno subito diverse modifiche, con molte scene tagliate (non solo per questioni di censura), al punto da essere accorpati in 53 episodi, portando gli episodi a 276 contro i 291 originali. Anche l'intera colonna sonora di Shunsuke Kikuchi fu rimossa per essere rimpiazzata dai brani di Shuki Levy e Bruce Faulconer, scelta che snaturò molto la serie, in quanto le musiche dal tono heavy metal di Levy e Falconer sono molto diverse dallo stile di Kikuchi (lo stesso trattamento fu riservato a Dragon Ball GT). Soltanto in seguito, nel 2005, Funimation ha ripristinato i primi 67 episodi senza tagli e con nuovi titoli, riportando così il totale a 291. Nei DVD in cui era presente la colonna sonora modificata è stata inoltre inserita una doppia traccia, dando in questo modo la possibilità ai fan di poter ascoltare il doppiaggio americano con le musiche originali (lo stesso fu fatto per Dragon Ball GT).

## Opere derivate

### Film cinematografici
Vi sono due saghe cinematografiche della serie; la prima, realizzata tra la fine degli anni ottanta e la prima metà degli anni novanta durante il periodo di trasmissione della serie TV, con storie cronologicamente parallele ad essa. La seconda, recente e attuale, che rappresenta la ripresa della serie, e si pone in continuità con essa.
Vi sono 13 film cinematografici dedicati alla serie e realizzati tra il 1989 e il 1995.
In Giappone furono proiettati al Toei Anime Fair.
In Italia furono trasmessi nel 2000 su Rai 2 (con il primo doppiaggio eseguito dalla Dynit) e nel 2003 su Italia 1 (con il secondo doppiaggio eseguito dalla Merak Film); successivamente furono distribuiti anche in VHS e DVD.
1. Dragon Ball Z: La vendetta divina (1989)
2. Dragon Ball Z: Il più forte del mondo (1990)
3. Dragon Ball Z: La grande battaglia per il destino del mondo (1990)
4. Dragon Ball Z: La sfida dei guerrieri invincibili (1991)
5. Dragon Ball Z: Il destino dei Saiyan (1991)
6. Dragon Ball Z: L'invasione di Neo Namek (1992)
7. Dragon Ball Z: I tre Super Saiyan (1992)
8. Dragon Ball Z: Il Super Saiyan della leggenda (1993)
9. Dragon Ball Z: La minaccia del demone malvagio (1993)
10. Dragon Ball Z: Sfida alla leggenda (1994)
11. Dragon Ball Z: L'irriducibile bio-combattente (1994)
12. Dragon Ball Z: Il diabolico guerriero degli inferi (1995)
13. Dragon Ball Z: L'eroe del pianeta Conuts (1995)

Nel 2013 è uscito il quattordicesimo film Dragon Ball Z: La battaglia degli dei, supervisionato dallo stesso Akira Toriyama e ambientato cronologicamente nei 6 mesi successivi alla sconfitta di Majin Bu; nel 2015 è uscito un sequel, intitolato Dragon Ball Z: La resurrezione di 'F'.
1. Dragon Ball Z: La battaglia degli dei (2013)
2. Dragon Ball Z: La resurrezione di 'F' (2015)

### Dragon Ball - La saga
A partire dai film, Mediaset realizzò una serie dal titolo di Dragon Ball - La saga, suddivisa in 33 episodi da 22 minuti l'uno e trasmessa su Italia 1 dal 9 settembre al 24 dicembre 2003.
Per quanto riguarda Dragon Ball la serie include solamente il film Il torneo di Miifan: gli altri due film, La leggenda delle sette sfere e La bella addormentata a Castel Demonio (che erano già stati trasmessi nel 2001 con il titolo La leggenda di Dragon Ball) e il film Il cammino dell'eroe non andarono in onda; con riferimento a Dragon Ball Z, invece, i film furono trasmessi tutti eccetto l'ottavo Il Super Saiyan della leggenda. La serie si conclude con lo speciale Dragon Ball GT - L'ultima battaglia, trasmesso per intero nel 2003 e suddiviso in due episodi dal titolo "L'ultima battaglia" e "Il coraggio di Goku Junior" durante le repliche del 2009.
La sigla della serie è Dragon Ball Saga, il mash-up delle tre sigle già utilizzato per Dragon Ball - Le grandi battaglie, cambiando semplicemente il logo nel filmato.
Nel 2007, gli stessi film furono trasmessi integralmente (incluso l'ottavo che non fu trasmesso nel 2003).

### Speciali TV
Vi sono due speciali televisivi dedicati alla serie. 
Questi ultimi, al contrario dei film (che sono scollegati dalla trama principale senza essere in continuity) raccontano dei flashback accennati nella serie TV; il primo narra di Bardack, il padre biologico di Goku, e il secondo del terribile futuro di Trunks.
1. Dragon Ball Z: Le origini del mito (1990)
2. Dragon Ball Z: La storia di Trunks (1993)

### OAV e ONA
Il primo OAV, Dragon Ball Z: Atsumare! Goku World, uscì nel 1990 in abbinamento alla console Terebikko di Bandai. Quest'ultimo, però, non è da considerare un film ma semplicemente una sponsorizzazione del giocattolo. Non è mai stato doppiato in italiano.
Il secondo OAV, Dragon Ball Z Gaiden: Saiyajin Zetsumetsu Keikaku, uscì nel 1993 sotto forma di miniserie in due puntate ed è ispirato a un videogioco per NES. Si colloca cronologicamente prima del Cell Game. Di questo OAV è stato realizzato un remake intitolato Dragon Ball: Piano per lo sterminio dei Super Saiyan, distribuito in DVD allegato al videogioco Dragon Ball: Raging Blast 2 nel novembre 2010. Entrambi non furono mai doppiati in italiano (il secondo è uscito in versione sottotitolata in italiano).
Esiste anche un ONA realizzato per il Jump Super Anime Tour del 2008, chiamato Dragon Ball: Ossu! Kaette kita Son Goku to nakama-tachi. E' ambientato due anni dopo la sconfitta di Majin Bu. Anch'esso risulta attualmente inedito in italiano.
Infine è stato prodotto uno spin-off come what if dello speciale televisivo Le origini del mito intitolato Dragon Ball: Episode of Bardock, tratto dall'omonimo manga scritto e disegnato da Naho Oishi e presentato in occasione del Jump Festa del 2011. È uscito in versione sottotitolata in italiano in allegato al videogioco Dragon Ball Z Kinect il 5 ottobre 2012.
1. Dragon Ball Z: Atsumare! Goku World (1990)
2. Dragon Ball Z Gaiden: Saiyajin Zetsumetsu Keikaku (1993)
3. Dragon Ball: Ossu! Kaette kita Son Goku to nakama-tachi (2008)
4. Dragon Ball: Piano per lo sterminio dei Super Saiyan (2010)
5. Dragon Ball: Episode of Bardock (2011)

### Dragon Ball Kai
Tra il 2009 e il 2015, è stato realizzato Dragon Ball Kai, un anime di 159 episodi ideato per celebrare il 20º anniversario dalla prima trasmissione di Dragon Ball Z in Giappone, avvenuta nell'aprile del 1989. Gli episodi sono andati in onda sul canale Fuji TV, in due blocchi: il primo dal 5 aprile 2009 al 27 marzo 2011, per un totale di 98 episodi (97 televisivi e l'ultimo solo per l'edizione home video), e il secondo dopo 3 anni di sospensione, dal 6 aprile 2014 al 28 giugno 2015, per un totale di 61 episodi.
Questa nuova serie non è stata creata dal nulla bensì apportando delle modifiche consistenti al vecchio anime Dragon Ball Z, restaurato in alta definizione con modifiche alla colorazione, resa più accesa e definita, con nuova colonna sonora e il doppiaggio, il disposto di sigle e gli eyecatch inediti. Infine la serie KAI è privata di moltissime scene non tratte dal manga all'epoca aggiunte per ridurre l'uso di materiale cartaceo da usare per la trasposizione, in modo da non arrivare a ridosso del manga, allora ancora in corso d'opera. Allo stesso modo sono eliminati tutti gli episodi completamente non tratti dal fumetto che aggiungevano storie extra (vedasi i mini-archi di Garlick Jr. e del Torneo dell'Aldilà).

### Crossover
Il 7 aprile 2013 vanno in onda in Giappone su Fuji TV due episodi speciali delle serie Toriko (ep. 99) e One Piece (ep. 590), in cui compaiono i principali personaggi delle due serie e di Dragon Ball Z.
- Corri, armata più forte! Toriko, Rufy, Goku! (走れ最強軍団! トリコとリフィと悟空!?, Hashire Saikyō Gundan! Toriko to Rufi to Gokū!) (Toriko, episodio 99, 2013)
- La più forte collaborazione della storia contro il ghiottone del mare (史上最強コラボVS海の大食漢?, Shijō saikyō korabo VS umi no taishokukan) (One Piece, episodio 590, 2013)

### Midquel
Dal 2015 va in onda in Giappone una nuova serie, ovvero Dragon Ball Super che si svolge dopo gli avvenimenti dell'arco di Majin Bu e prima della fine di Dragon Ball Z, cioè nei 10 anni di buio che c'erano nel passaggio di anni. La serie Super rielabora le storie dei due recenti lungometraggi d'animazione (La battaglia degli dei e La resurrezione di 'F'), per poi continuare con una storia inedita.

### Videogiochi
Grazie alla crescente fama, sono stati prodotti moltissimi giochi per tanti tipi di console, di cui oltre 30 sono ispirati alla serie. Il primo videogioco di Dragon Ball Z fu Dragon Ball Z: Kyôshū! Saiyan per Family Computer, pubblicato da Bandai il 27 ottobre 1990. Ancora oggi continuano a uscire videogame tratti da questa serie.